# مهرجان كان السينمائي 1979
مهرجان كان السينمائي لعام 1979 هو الدورة الـ32 للمهرجان عُقد في 10 إلى 24 مايو من عام 1979، حصل كل من فيلم «القيامة الآن» للمخرج الأمريكي فرانسيس فورد كوبولا وفيلم «طبل الصفيح» للمخرج الألماني فولكر شلوندورف على السعفة الذهبية للمهرجان.